# Едличка, Эрнст

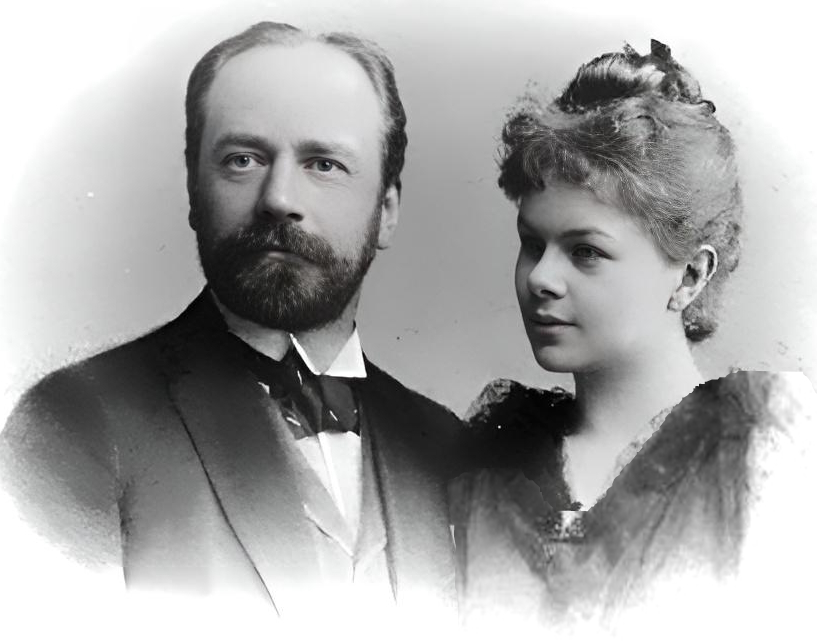
Эрнст и Мария Едлички

Эрнст Едличка, Эрнест Алоизович Едличка (нем. Ernst Jedliczka; 24 мая (5 июня) 1855, Полтава — 3 августа 1904, Берлин) — российско-немецкий пианист и музыкальный педагог. Сын Алоиза Едлички.

## Биография
Окончил физико-математический факультет Санкт-Петербургского университета (1876), затем Московскую консерваторию (1879) по классу фортепиано Николая Рубинштейна и Карла Клиндворта. В 1880—1887 годах преподавал там же.
С 1888 года жил и работал в Берлине, профессор Консерватории Клиндворта — Шарвенки, с 1897 года Консерватории Штерна. Среди его учеников были Ольга Самарофф, Артур Невин, Бруно Зайдлер-Винклер, Георг Бертрам и др. Выступал в составе фортепианного трио вместе с Карлом Халиром и Хуго Дехертом — этот состав, в частности, исполнил берлинскую премьеру трио № 2 Ханса Пфицнера (вообще Едличка был одним из ведущих пропагандистов творчества молодого Пфицнера).
Выступал также как музыкальный критик, публиковался в берлинской Всеобщей музыкальной газете. «Много сделал для распространения русской музыки в Германии, отводя видное место в своих концертах русским композиторам и посвятив им ряд статей», — как отмечала энциклопедия Брокгауза и Ефрона.

## Жена
В 1881 году Едличка женился на Марии Видринг (Wiedring, 17 мая 1865 — 1945), дочери проживавших в Москве немцев. Как и её брат Иван и сестра Каролина, Мария изучала фортепиано в Московской консерватории в 1877—1882 годах. После смерти мужа она оставалась близким другом Ганса Пфицнера. Ей посвящена фортепианная думка «Жалоба» М. А. Балакирева (1900).